# 1912 en sport
Cet article présente les faits marquants de l'année 1912 en sport.

## Automobile
- Le Français Jean Beutler remporte le Rallye automobile Monte-Carlo sur une Berliet. L’organisation est mauvaise et le Rallye n’est pas reconduit l’année suivante ; il faut attendre 1924 pour assister à la 3e édition du rallye.

- 25 et 26 juin : cinquième édition du Grand Prix de France à Dieppe. Le pilote français Georges Boillot s'impose sur une Peugeot.

## Baseball
- 20 avril : les Red Sox de Boston inaugurent leur nouvelle enceinte : Fenway Park.
- Les Red Sox de Boston remportent la Série mondiale face aux Giants de New York.

## Cricket
- Le Yorkshire est champion d’Angleterre.
- Tournoi triangulaire entre l’Angleterre, l’Australie et l’Afrique du Sud. Les Anglais s’imposent devant les Australiens.
- New South Wales gagne le championnat australien, le Sheffield Shield.

## Cyclisme
- Le Français Charles Crupelandt s'impose dans le Paris-Roubaix.
- Tour de France (30 juin au 28 juillet) : le Belge Odile Defraye remporte le Tour devant Eugène Christophe et Gustave Garrigou.
  - Article détaillé : Tour de France 1912
- 15 septembre : le Belge Omer Verschoore s'impose dans Liège-Bastogne-Liège.

## Football
- 17 mars : première victoire de l'équipe de France de football en Italie (4-3) grâce notamment à un triplé d'Eugène Maës.
- 31 mars : à Bordeaux, le CA Vitry est champion de France FCAF en s'imposant en finale nationale face aux Bordelais de la VGA Médoc.
- Blackburn Rovers champion d'Angleterre.
- Glasgow Rangers est champion d'Écosse.
- 6 avril : Celtic FC gagne la Coupe d'Écosse en s'imposant en finale face à Clyde FC, 2-0.
- 7 avril : FC Barcelone remporte la Coupe d'Espagne face au Sociedad Gimnástica Española Madrid, 2-0.
- Daring champion de Belgique.
- 20 avril : Barnsley FC et West Bromwich Albion font match nul 0-0 en finale de la Coupe d'Angleterre.
- 24 avril : Barnsley FC remporte la Coupe d’Angleterre face à West Bromwich Albion, 1-0.
- 27 avril : à Bordeaux, l'Étoile des Deux Lacs est champion de France FGSPF en s'imposant en finale nationale face aux Bordelais l'AS Bordeaux, 6-2.
- 27 avril : à Colombes, le Stade raphaëlois est champion de France USFSA en s'imposant en finale nationale face aux Parisiens de l'AS Française, 2-1.
- 5 mai : Pro Vercelli champion d'Italie.
- 26 mai : Holstein Kiel est champion d'Allemagne en s'imposant en finale nationale face à Karlsruher SC.
- 26 mai : Sparta Rotterdam est champion des Pays-Bas.
- 2 juin : FC Aarau remporte le Championnat de Suisse.
- 2 juin : à Arcueil, l'Étoile des Deux Lacs est champion de France CFI en remportant le Trophée de France face au Red Star, 3-1.
- 23 juin : Rapid de Vienne remporte le premier championnat d'Autriche lors de l'ultime journée du calendrier.
- 30 juin : Young Boys de Berne remporte la Coupe de Suisse face au FC Stella Fribourg, 4-0.
- 4 juillet : à Stockholm, en finale des Jeux olympiques, la Grande-Bretagne s'impose sur le Danemark 4-2.
- 15 septembre : inauguration du Roazhon Park, stade de football du Stade rennais.
- 13 octobre : Quilmes est champion d'Argentine de la nouvelle ligue, AAF.
- 27 octobre : Americano-SP champion de l'État de Sao Paulo (Brésil).

## Football canadien
- Coupe Grey : Alerts de Hamilton 11, Argonauts de Toronto 4

## Golf
- Le Britannique Edward Ray remporte le British Open
- L’Américain John McDermott remporte l’US Open

## Hockey sur glace
- Coupe Magnus : les Patineurs de Paris sont champions de France.
- HC Les Avants remporte le championnat de Suisse.
- Les Bulldogs de Québec remportent la Coupe Stanley.
- La Bohême gagne son second championnat d'Europe en février mais le tournoi est annulé en mars par les instances dirigeantes.

## Jeux olympiques

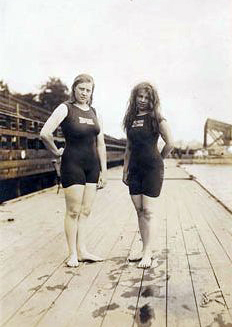
Fanny Durrack (à gauche) avec Mina Wylie, nageuses australiennes durant les Jeux olympiques d'été de 1912.

- Jeux olympiques à Stockholm (Suède) dont les compétitions se tiennent entre le 5 mai et le 22 juillet. La rigueur scandinave fut efficace pour gommer quelques points faibles des olympiades précédentes. Le programme fut ainsi resserré sur cinq semaines pour 5.541 athlètes. Nombre d'innovations, dont celle du porteur de la pancarte indiquant le nom du pays de la délégation olympique qui défile à l'occasion de la cérémonie d'ouverture. Les femmes, déjà admises aux Jeux depuis l'édition parisienne de 1900, sont autorisées à concourir dans les épreuves de natation.
  - Article de fond: Jeux olympiques d'été de 1912.

## Joute nautique
- Auguste Langlois remporte le Grand Prix de la Saint-Louis à Cette.

## Rugby à XIII
- Dewsbury remporte la Challenge Cup anglaise.
- Huddersfield est champion d’Angleterre.
- Eastern Suburbs remporte la Winfield Cup, championnat d’Australie.

## Rugby à XV
- 1er janvier au 8 avril 1912 : les dix matches du Tournoi des Cinq Nations sont joués.
- 31 mars : au stade des Ponts Jumeaux à Toulouse, devant 15 000 spectateurs, le Stade toulousain bat en finale le Racing club de France 8 - 6 et remporte son premier titre de champion de France.
- 8 avril : en battant la France au Parc des Princes, l’Angleterre rejoint l'Irlande en tête du Tournoi qui est remporté conjointement par ces deux nations.
- Le Devon est champion d’Angleterre des comtés.

## Tennis
- 22e édition du championnat de France :
  - Le Français Max Decugis s’impose en simple hommes.
  - La Française Jeanne Matthey s’impose en simple femmes.
- 36e édition du Tournoi de Wimbledon :
  - Le Néo-Zélandais Anthony Wilding s’impose en simple hommes.
  - La Britannique Ethel Larcombe en simple femmes.
- 32e édition du championnat des États-Unis :
  - L’Américain Maurice McLoughlin s’impose en simple hommes.
  - L’Américaine Mary Browne s’impose en simple femmes.
- La Grande-Bretagne remporte la Coupe Davis face à l’Australie (3-2).

## Naissances
- 16 janvier : Willy Kaiser, boxeur allemand, champion olympique en mouche aux Jeux de Berlin en 1936. († 24 juillet 1986).
- 30 janvier : Eileen Wearne, athlète australienne. († 6 juillet 2007).
- 1er février : Joseph Desclaux (dit Jep), joueur français de rugby à XV. († 26 mars 1988).
- 3 février : Jack Metcalfe, athlète australien. († 16 janvier 1994).
- 4 février : Byron Nelson, golfeur américain (26 septembre 2006).
- 25 février : Émile Allais, skieur alpin français, triple champion du monde en 1937 (17 octobre 2012).
- 15 mars : Lauro Amadò, dit Lajo, joueur de football suisse. († 6 juin 1971).
- 23 mars : Alfred Schwarzmann gymnaste allemand, champion olympique du concours individuel aux Jeux de Berlin en 1936. († 11 mars 2000).
- 8 avril : Sonja Henie, patineuse artistique norvégienne (12 octobre 1969).
- 16 mai : Alfred Aston, footballeur français. († 10 février 2005).
- 27 mai : Sam Snead, golfeur américain (23 mai 2002).
- 30 mai : Roger Courtois, footballeur français (5 mai 1972).
- 16 juillet : Milt Bocek, joueur américain de baseball. († 29 avril 2007).
- 10 août : Romain Maes, vainqueur belge du Tour de France cycliste († 22 février 1983).
- 13 août : Ben Hogan, golfeur américain. († 25 juillet 1997).
- 16 août : Ted Drake, footballeur anglais. († 30 mai 1995).
- 12 septembre : Gyorgy Sarosi, footballeur hongrois (20 juin 1993).
- 2 novembre : James Bickford, bobeur américain († 3 octobre 1989).
- 19 novembre : Domingos da Guia, footballeur brésilien (18 mai 2000).
- 21 décembre : Mario Zatelli, footballeur et entraîneur français (7 janvier 2004).

- Dates non renseignées ou inconnues :
  - Kee Chung Sohn, athlète coréen